# Военный университет радиоэлектроники
Военный ордена Жукова университет радиоэлектроники (ВУР) — высшее военно-учебное заведение в Череповце, основанное 10 октября 1957 года, осуществляет подготовку военно-инженерных кадров в области радиоэлектроники. Полное наименование: федеральное государственное казенное военное образовательное учреждение высшего образования «Военный ордена Жукова университет радиоэлектроники» Министерства обороны Российской Федерации.
День годового праздника — 10 октября.

## Основная история

### Советская история
Постановлением Совета Министров СССР от 10 октября 1957 года на базе Лепельского военно-пехотного училища в качестве среднего военно-учебного заведения было создано Череповецкое военное училище связи. 6 декабря 1959 года училищу было вручено Боевое знамя.
В 1970 году постановлением Совета Министров СССР Череповецкое военное училище связи было переквалифицировано в высшее военное командное училище связи со сроком обучения четыре года. Череповецкое высшее военное командное училище связи также занималось подготовкой кадров для военной разведки.
В 1974 году Череповецкое высшее военное командное училище связи было переименовано в высшее военное инженерное училище радиоэлектроники и начало готовить инженерно-офицерский состав с высшим военным и специальным образованием. Срок обучения в училище был увеличен до пяти лет. Структура училища на тот период состояла из двух основных факультетов (командного и инженерного) и семнадцати специальных и общеобразовательных кафедр.

### Постсоветская и новейшая история
Постановлением Правительства Российской Федерации от 29 августа 1998 года Череповецкое высшее военное инженерное училище радиоэлектроники было преобразовано в Военный инженерный институт радиоэлектроники. С 2009 года вошел в состав Военно-космической академии имени А. Ф. Можайского в качестве ее филиала.
С мая 2010 по 5 февраля 2014 года в качестве филиала Военно-космической академии имени А. Ф. Можайского входил на правах обособленного подразделения в состав Военной академии Министерства обороны Российской Федерации.
5 февраля 2014 года Постановлением Правительства Российской Федерации военно-инженерный институт был выведен из состава Военно-космической академии имени А. Ф. Можайского, став обособленным отдельным высшим учебным заведением получив наименование Череповецкое высшее военное инженерное училище радиоэлектроники.
13 сентября 2017 года Указом Президента Российской Федерации «за заслуги в обеспечении безопасности государства, укреплении его обороноспособности и подготовке квалифицированных военных кадров» высшее военное инженерное училище радиоэлектроники было награждено орденом Жукова.
Приказом министра обороны России от 8 мая 2020 года высшее военное инженерное училище радиоэлектроники было переименовано в Военный университет радиоэлектроники. За весь период существования военно-учебного заведения, его офицерами-выпускниками стали около четырнадцати тысяч пятисот человек. Тридцать два выпускника были удостоены генеральского звания, один офицер был удостоен звания Героя Российской Федерации.

### История наименований
Основной источник:
- 1957 — Череповецкое военное училище связи (с 10.10.1957)
- 1970 — Череповецкое высшее военное командное училище связи (с 21.05.1970)
- 1974 — Череповецкое высшее военное инженерное училище радиоэлектроники (с 05.03.1974)
- 1998 — Череповецкий военный инженерный институт радиоэлектроники (с 29.08.1998)
- 2009 — филиал Военно-космической академии имени А. Ф. Можайского (с 11.11.2009)
- 2014 — федеральное государственное казенное военное образовательное учреждение высшего образования «Череповецкое высшее военное инженерное училище радиоэлектроники» Министерства обороны Российской федерации (05.02.2014)
- 2017 — федеральное государственное казенное военное образовательное учреждение высшего образования «Череповецкое ордена Жукова высшее военное инженерное училище радиоэлектроники» Министерства обороны Российской Федерации
- 2020 — федеральное государственное казенное военное образовательное учреждение высшего образования «Военный ордена Жукова университет радиоэлектроники» Министерства обороны Российской Федерации (с 08.05.2020)

## Структура

### Факультеты
- Факультет радиосвязи
- Факультет радиотехники
- Факультет информационно-телекоммуникационных систем
- Факультет подготовки иностранных военнослужащих
- Факультет информационно-лингвистической подготовки

## Начальники университета
- генерал-майор Константин Константинович Корнейчук (1957—1964)
- генерал-майор Василий Тимофеевич Туркин (1964—1974)
- генерал-майор Арнольд Алексеевич Королёв (1974—1983)
- генерал-майор Иван Дмитриевич Луцышин (1983—1990)
- генерал-майор Николай Иванович Подлигалин (1991—1995)
- генерал-майор Владимир Алексеевич Буточников (1995—2003)
- генерал-майор Анатолий Григорьевич Предиус (2003—2011)
- генерал-майор Андрей Николаевич Долгов (2012—2018)
- генерал-майор Сергей Борисович Булыгин (с 2018)

## Награды университета
- Орден Жукова (13.09.2017 № 124 — «за заслуги в обеспечении безопасности государства, укреплении его обороноспособности и подготовке квалифицированных военных кадров»)[6]